# لاين ريد
لاين ريد هو كاتب كندي، ولد في 1980 في أونتاريو في كندا.